# Julio Quintero
Julio Quintero (Barinas, 31 ottobre 1964) è un ex calciatore venezuelano, di ruolo difensore.

## Carriera

### Club
Ha sempre giocato nel campionato venezuelano.

### Nazionale
Con la maglia della Nazionale ha giocato una sola partita, nel 1987.